# 拉斐尔·佩雷斯特雷洛
拉斐尔·佩雷斯特雷洛（葡萄牙語：Rafael Perestrello，中国史籍称剌匪尔别斯特罗，活跃于1514—1517年间）是一位葡萄牙探险家。他和著名航海家哥伦布妻子菲丽帕·莫尼兹是表亲。继1513年5月葡萄牙探险家欧维士成功登陆珠江口的内伶仃岛后，拉斐尔·佩雷斯特雷洛于1516和1517年抵达中国南部的城市广州，他是有记载的第一个从海上登陆中国大陆的欧洲人。另外，拉斐尔也曾在苏门答腊从事贸易活动，并在葡萄牙征服马六甲的战争中担任一艘船的船长。
根据葡萄牙历史学家若昂·德巴鲁斯（1496—1570）的记述，拉斐尔·佩雷斯特雷洛还曾误入安达曼群岛的食人族领地险些丧命，但最后侥幸逃脱。

## 家世

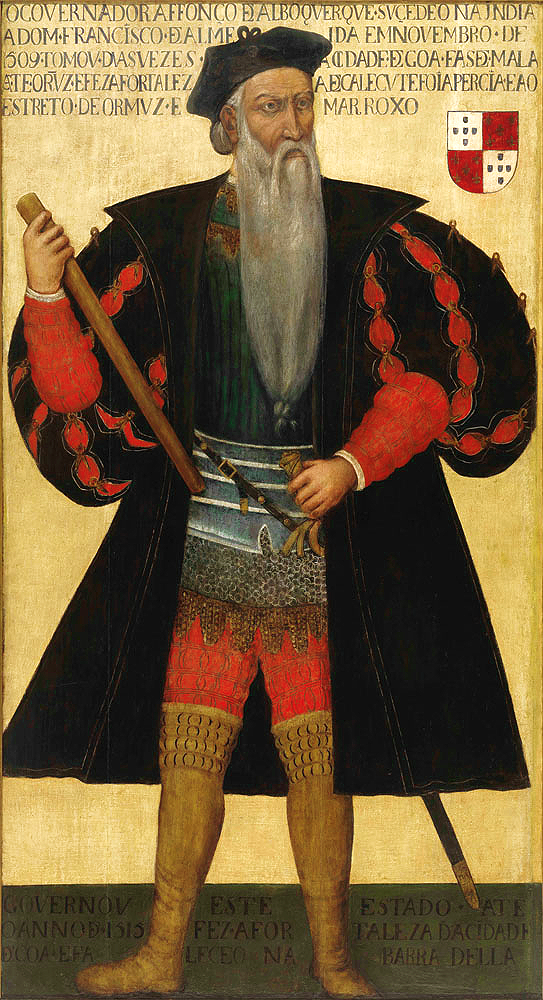
葡属印度总督阿丰索·德阿尔布开克，拉斐尔·佩雷斯特雷洛受其命从葡属马六甲前往中国。

拉斐尔·佩雷斯特雷洛的曾祖父菲利波·佩雷斯特雷洛（Filippo Perestrello，或称Filippone Pallastrelli）是来自意大利皮亚琴察的一位贵族，是加布里埃尔·帕拉斯特雷利（Gabriele Palastrelli）和其妻贝尔托丽娜（Bertolina）之子。菲利波于1385年随其妻卡塔丽娜·斯福扎移居至葡萄牙的波尔图和里斯本从事贸易活动。菲利波和卡塔丽娜育有四个子女：里查特（有时也称拉斐尔）、伊莎贝尔、布兰莎和巴尔托洛梅乌。其中，巴尔托洛梅乌成为了马德拉群岛中圣港岛的总督，并将自己的女儿菲丽帕·莫尼兹嫁给了当时默默无闻的哥伦布。而长子里查特（生于1410年）则成为了里斯本圣玛丽尼亚教区的一名教务长，育有两名孩子。其中一名孩子名叫若昂·洛佩斯·佩雷斯特雷洛（João Lopes Perestrello），拉斐尔·佩雷斯特雷洛便是他的儿子。

## 中国之行
1516年，为了确认明朝皇帝明武宗在位期间（1505—1521年）葡萄牙人的贸易安全，拉斐尔受葡属印度总督阿丰索·德阿尔布开克之命，乘一艘船从葡属马六甲前往中国南方的广州（Canton）。拉斐尔搭一艘开往广州的马来西亚帆船顺利抵达了目的地，并在返回时稍回了不少中国的特产商品和一份任务报告。在这份报告中，拉斐尔对中国市场的繁荣景象和潜在的市场利益进行了详细的描述，并对开拓中国贸易市场的大好前景极尽赞美之词。 事实上，他的这份报告成为了1517年葡萄牙外交家安得洛德放弃原本前往孟加拉的计划而改道中国的主要原因。 在与中国当局接触后，拉斐尔被允许在港口内进行贸易，但被严令禁止进一步深入。1517年，拉斐尔第二次前往广州进行贸易任务。
1517年，拉斐尔·佩雷斯特雷洛的未尽事业被葡萄牙药剂师皮莱资和药剂师、商人、外交家安得洛德所承继下去，他们受命代表葡王曼努埃尔一世与明政府展开贸易和外交谈判。不过随后，广州坊间便传言葡人好食中国儿童之肉，随即又发生了部分葡萄牙船员违反中国法律，袭击村庄、强夺民女为奴等事件。而中国政府则以燃烧和捕获葡萄牙船只，抓捕和处决葡萄牙罪犯为回应，这直接导致双方的谈判彻底破裂。 而同时，马六甲的苏丹马末沙亦向中国派出使者，尽陈葡人之害，以求取得明武宗帮助，将葡萄牙人驱逐出马六甲。尽管苏丹马末沙的提议没有得到执行，但也大大降低了葡萄牙人在明政府心中的形象，进一步加深了中国对葡萄牙人的敌意。1521年明武宗驾崩后，明朝政府彻底拒绝了皮莱资和安得洛德的贸易和外交要求。並且與明朝爆發屯門海戰、西草灣之戰，皆被明朝打敗。
尽管发生了一系列冲突，但后来葡萄牙人仍于1537年设法在澳门重建了殖民据点，并在1557年获得了中国政府给予的居留权， 1550年代早期，澳门的行政官员莱昂内尔·德索萨还帮助中国政府解决了长久以来的中国南海海盗與倭寇之患，中葡双方的紧张关系得到了有效缓解。

## 在苏门答腊参加的战斗

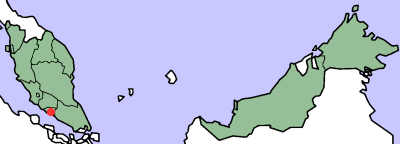
地图所示红点为葡属马六甲领地的核心区域

阿丰索·德阿尔布开克有一名堂弟叫若热·德阿尔布开克，他曾是马六甲的行政长官，并在1514年与苏门答腊地区的马六甲苏丹王朝统治者苏丹马末沙作战。在这期间，拉斐尔·佩雷斯特雷洛作为若热·德阿尔布开克的副官，指挥一条船参加了围攻一座拥有坚固城墙的苏门答腊“摩尔人”城堡的战斗。根据历史学家若昂·德巴鲁斯的记述，拉斐尔手下的一名叫马克斯的士兵率先登上了这座城堡的城墙，最终取得了这场围城战的胜利。苏丹马末沙被迫逃走，若昂·德阿尔布开克扶持了新的统治者，并逼迫他以低廉的价格将东南亚的胡椒卖给葡萄牙人。1524年，在一次巡航中，拉斐尔的船在民丹岛再次击败苏丹马末沙的军队，迫使他再次逃跑至马来半岛。

## 脚注
1. ↑  萧一山《清代通史》第一卷第五篇
2. 1 2  Brook, 124.
3. 1 2  Pfoundes, 89.
4. 1 2 3  Mote et al., The Cambridge History of China, 336.
5. 1 2 3 4  Madariaga, 84–87.
6. ↑  Nowell, 8.
7. ↑  Dames, 247.
8. ↑  Douglas, 11–12.
9. ↑  Madureira, 150.
10. ↑  Mote et al., The Cambridge History of China, 338–344.
11. ↑  Douglas, 11.
12. ↑  Mote et al., The Cambridge History of China, 333–334.
13. 1 2  Dion, 150.
14. ↑  Dion, 153.
15. ↑  Dion, 155–156.